# Geneva Solutions
Geneva Solutions est une plateforme journalistique à but non lucratif dédiée à la Genève internationale.

## Histoire
En 2019, Geneva Solutions est sélectionné comme la proposition gagnante en réponse à l'appel à projets initié par la Confédération, le canton et la ville de Genève pour créer une plateforme journalistique sur le travail des organisations qui fournissent des services publics dans le monde entier depuis Genève,. Soumis par l'équipe de Heidi.news, est un projet indépendant couvrant le travail de la Genève internationale (siège de 40 organisations internationales, de représentations diplomatiques de 179 États et de centaines d'ONG).
La rédaction se compose de quatre à cinq journalistes, et la rédaction en chef est prise en charge par Serge Michel.

## Financement
Geneva Solutions est financé par des fonds publics, de la philanthropie, ainsi que des programmes de partenariat. Les donateurs publics comprennent la Confédération suisse, le canton de Genève ainsi que la ville de Genève,, pour un montant de 200 000 francs suisses par an pour une période de trois ans.